# ماركو ماريتش (لاعب كرة قدم)
ماركو ماريتش (بالكرواتية: Marko Marić) هو لاعب كرة قدم كرواتي في مركز حراسة المرمى، ولد في 3 يناير 1996 في فيينا في النمسا. شارك مع منتخب كرواتيا تحت 17 سنة لكرة القدم ومنتخب كرواتيا تحت 18 سنة لكرة القدم ومنتخب كرواتيا تحت 19 سنة لكرة القدم. أما مع النوادي، فقد لعب مع رابيد فيينا وليخيا غدانسك ونادي هوفنهايم.

## وصلات خارجية
- ماركو ماريتش على موقع الاتحاد الأوربي (الإنجليزية)
- ماركو ماريتش على موقع اتحاد كرواتيا (الكرواتية)
- ماركو ماريتش على موقع الدوري الأمريكي (الإنجليزية)
- ماركو ماريتش على موقع قاعدة بيانات كرة القدم.إي يو (الإنجليزية)
- ماركو ماريتش على موقع Soccerway.com (الإنجليزية)
- ماركو ماريتش على موقع عالم كرة القدم.نت (الإنجليزية)
- ماركو ماريتش على موقع AS.com (الإسبانية)